# Медведевка
Медве́девка (рос. Медведевка) — село у складі Солонешенського району Алтайського краю, Росія. Входить до складу Солонешенської сільської ради.

## Населення
Населення — 109 осіб (2010; 130 у 2002).
Національний склад (станом на 2002 рік):
- росіяни — 98 %